# 氟化硫杂氮
氟化硫杂氮，又称氟化硫氮，化学式为NSF，是一种无色有刺激性的气体，在室温下不稳定。它与三氟化硫氮（NSF3）一起都是制备其他硫-氮-氟化合物的前体。氟化硫杂氮用二氟化银氟化可得三氟化硫氮。